# Foster/White Gallery
La Foster/White Gallery est une galerie d'art contemporain commerciale située dans le Pioneer Square à Seattle. Établie en 1968, la galerie présente l'art contemporain.

## Historique du galerie
Elle a été fondée en 1968 par Richard White, sous le nom de Richard White Gallery. La galerie a été vendue à Donald Isle Foster en 1973, rebaptisée plus tard "Foster/White Gallery".
En 2002, la galerie a été vendue à la Bau-Xi Gallery de Vancouver.
Au fil des années, la galerie a présenté des artistes tels que Mark Tobey, Dale Chihuly, Kenneth Callahan et Janna Watson.